# Доронин, Михаил Иванович (военачальник)
Михаи́л Ива́нович Доро́нин (19 января 1916, Козловец, Макарьевский уезд, Нижегородская губерния, Российская империя ― 29 апреля 1996, Львов, Украина) ― советский военачальник, партийный и комсомольский деятель. Первый секретарь Татарского обкома ВЛКСМ (1940―1942). В годы Великой Отечественной войны ― инспектор политотдела 5-й гвардейской армии 1-го Украинского фронта. Заместитель начальника политуправления Прикарпатского военного округа (1962―1975). Генерал-майор (1968). Член ВКП(б) с 1940 года.

## Биография
Родился 19 января 1916 года в д. Козловец ныне Юринского района Марий Эл.
В 1935 году окончил Казанский авиационный техникум. В 1935―1939 годах был техником-конструктором завода № 21 в Горьком. В 1939―1940 годах ― секретарь Ленинского райкома ВЛКСМ Казани, в 1940―1942 годах ― первый секретарь Татарского обкома ВЛКСМ. В 1940 году принят в ВКП(б).
В августе 1942 года призван в РККА. Участник Великой Отечественной войны: в 1942 году ― помощник начальника политотдела по работе среди комсомольцев, в 1945 году ― инспектор политотдела 5-й гвардейской армии 1-го Украинского фронта.
В 1953 году окончил Военно-политическую академию имени В. И. Ленина. В 1962―1975 годах был заместителем начальника политуправления Прикарпатского военного округа. В 1968 году получил звание генерал-майора. Завершил военную службу в июле 1975 года.
В годы Великой Отечественной войны и последующей военной службы награждён орденами Красного Знамени (дважды), Отечественной войны I степени (дважды), Красной Звезды, «Чехословацкий Крест» (1949), Тудора Владимиреску III степени (Румыния) и медалями.
В последние годы жизни проживал в украинском Львове, где и умер 29 апреля 1996 года.

## Военные награды
- Орден Красного Знамени (дважды)[1][2]
- Орден Отечественной войны I степени (1943, 1985)[1][2]
- Орден Красной Звезды (1943)[1][2]
- Орден «Чехословацкий Крест» (1949)[1][2]
- Орден Тудора Владимиреску III степени (Румыния)[1][2]
- Медаль «За победу над Германией в Великой Отечественной войне 1941—1945 гг.» (09.05.1945)
- Медаль «30 лет Болгарской народной армии» (14.09.1974)